# Abelha-africana
A abelha africana (Apis mellifera scutellata) é uma subespécie de abelha ocidental. É nativa do centro e sul da África, embora no extremo sul seja substituída pela Apis mellifera capensis. Esta subespécie foi construiur uma parte da ascendência das abelhas africanizadas (também conhecidas como "abelhas assassinas") que espalharam-se pela América.
O nome cientifico adotado para essa abelha é Apis mellifera scutellata, porém ela ficou conhecida mundialmente como abelha africana, e o seu nascimento, como próprio nome deixa claro, é da África, com introdução no Brasil na década de 50.
É muito importante lembrar, que se trata de uma espécie altamente agressiva, enxamedora, polinizadora e migratória, consistindo em uma das principais espécies invasoras das Américas, com grandes custos ambientais. 

## Ligações Externas
- The Cape honeybee. From laying workers to social parasites

https://estudioweb.com.br/abelha-africana-perigosas-e-mortais/